# WWE Heat
WWE Heat - voorheen bekend als Sunday Night Heat en gestileerd als SuNDAY NiGHT HeAT of HEaT - was een professioneel worsteltelevisieprogramma, dat geproduceerd werd door de World Wrestling Entertainment (WWE). Dit programma werd oorspronkelijk geproduceerd onder de World Wrestling Federation banner (WWF) en startte op 2 augustus 1998, dat uiteindelijk afliep op 30 mei 2008. Het programma werd in de Verenigde Staten uitgezonden op USA Network, MTV, TNN/Spike TV en webcast op WWE.com.

## Commentatoren
| Commentator       | Data            |
| ----------------- | --------------- |
| Shane McMahon     | 1998–1999       |
| Jim Cornette      | 1998–1999       |
| Michael Cole      | 1998–2002, 2005 |
| Kevin Kelly       | 1998–2000       |
| Michael Hayes     | 1999–2002       |
| Dan Jackson       | 1999            |
| Tazz              | 2000–2001       |
| Jonathan Coachman | 2001–2007       |
| Raven             | 2001–2002       |
| Al Snow           | 2001–2004       |
| Chris Leary       | 2001            |
| Marc Lloyd        | 2002–2005       |
| D'Lo Brown        | 2002–2003       |
| Lita              | 2002–2003       |
| Todd Grisham      | 2004–2008       |
| Lisa Moretti      | 2004–2005       |
| Joey Styles       | 2006            |
| Steve Romero      | 2006            |
| Jack Korpela      | 2007–2008       |
| Josh Mathews      | 2007–2008       |